# Bitwa pod Tomaszowem Mazowieckim
Bitwa pod Tomaszowem Mazowieckim w okolicach Cekanowa – bitwa rozegrana podczas kampanii wrześniowej 6 września 1939 roku w rejonie Tomaszowa Mazowieckiego pomiędzy polską 13 Dywizją Piechoty płk. Władysława Zubosz-Kalińskiego a dwiema niemieckimi dywizjami pancernymi z XVI Korpusu Pancernego.
Po przełamaniu obrony polskiej pod Piotrkowem Trybunalskim XVI Korpus Panc. skierował się przez  Tomaszów Mazowiecki na Warszawę. 5 września oddziały niemieckie dotarły do Będkowa, gdzie broniły się jednostki 13 DP. 
6 września o 10:00 do natarcia przeszła część niemieckiej 1 Dywizji Pancernej wspieranej przez lotnictwo i artylerię. Po całodziennych zaciekłych walkach wieczorem siłom niemieckim udało się wykonać luki w obronie, następnie przełamać polską obronę i  zająć miasto. 13 Dywizja Piechoty zagrożona okrążeniem została zmuszona do odwrotu w kierunku na Warszawę, ponosząc przy tym duże straty.
Walki żołnierza polskiego pod Tomaszowem Mazowieckim  zostały upamiętnione  na  Grobie Nieznanego Żołnierza w Warszawie napisem na jednej z tablic po 1990 roku „PIOTRKÓW – TOMASZÓW MAZOWIECKI 5 – 7 IX – 1939”. 